# Calodia longistyla
Calodia longistyla är en insektsart som beskrevs av Nielson 1982. Calodia longistyla ingår i släktet Calodia och familjen dvärgstritar. Inga underarter finns listade i Catalogue of Life.